# علم الأشعة العصبية التداخلية

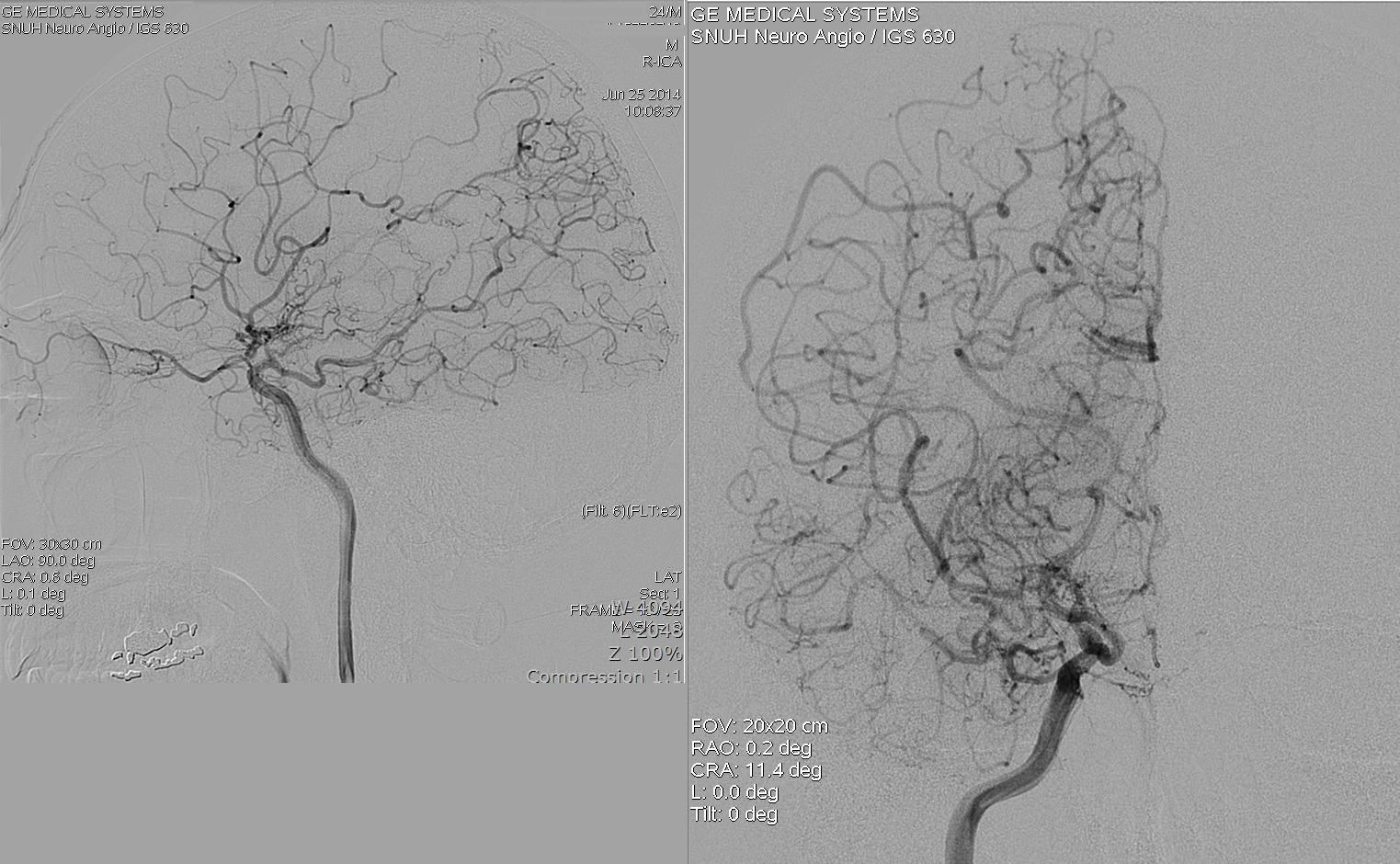

علم الأشعة العصبية في الجراحة داخل الوعائية (إي إس إن)، يُعرف أيضًا باسم علم الأشعة العصبية التداخلية (آي إن آر)، والجراحة العصبية داخل الوعائية، هو اختصاص فرعي طبي يشمل كلًا من طب الأعصاب، والجراحة العصبية وعلم الأشعة. ويختص في التكنولوجيا المعتمدة على التصوير التوسعي بالحد الأدنى والإجراءات المستخدمة في تشخيص وعلاج أمراض الرأس والرقبة والعمود الفقري.

## لمحة تاريخية

### تصوير الأوعية الدموية التشخيصي
طُوّر تصوير الأوعية الدموية الدماغية بواسطة طبيب الأعصاب البرتغالي إيغاس مونيز في جامعة لشبونة، من أجل تحديد أمراض الجهاز العصبي المركزي مثل الأورام أو التشوهات الشريانية الوريدية. نفّذ أول تصوير للأوعية الدموية في الدماغ في لشبونة في عام 1927، عن طريق حقن وسيط متباين معالج باليود داخل الشريان السباتي، بالإضافة لاستخدام الأشعة السينية المكتشفة منذ ثلاثين سنة بواسطة رونتغهن، من أجل رؤية الأوعية الدماغية. قبل التصوير المقطعي المحوسب «سي تي» والتصوير الطبقي المحوري «إم آر آي»، اعتُبرت هذه التقنية الأداة الوحيدة لملاحظة البنى داخل الجمجمة واستُخدمت أيضًا في تشخيص الأمراض خارج الأوعية.
لاحقًا، طوّر أخصائيو الأشعة الأوربيون تقنية التصوير الشعاعي الوعائي عن طريق استبدال الشق الجراحي المباشر بالقثطرة: في عام 1953، قدّم الفيزيائي السويدي سفين سيلدنجر تقنية القثطرة الوريدية والشريانية التي ما تزال قيد الاستخدام. في عام 1964، كان أخصائي الأشعة النرويجي بير أموندسن أول من نفّذ تصويرًا وعائيًا كاملًا للدماغ باستخدام النهج البديل، الذي يُستخدم اليوم؛ ومن ثم انتقل إلى سان فرانسيسكو من أجل تعليم التقنية لعلماء الأشعة العصبية الأمريكيين. مهّدت هاتان المرحلتان، على أساس التشخيصات الوعائية التوسعية الحديثة، الطريق للتطورات العلاجية اللاحقة.
العلاجات الأولى: السدّ بالبالون
كان تشارلز داتر -مؤسس رأب الأوعية الذي اعتُبر من قبل الكثير مؤسس جميع المعالجات الشعاعية التداخلية، بالإضافة إلى أول طبيب أجرى علاجًا داخل وعائي- أول من نفّذ إجراءً داخل وعائي حقيقي. في 16 يناير 1964، أجرى رأبًا وعائيًا علاجيًا لشريان فخذي سطحي في امرأة تبلغ 82 عامًا تعاني من ساق إقفارية وترفض البتر. بقي الشريان مفتوحًا لمدة سنتين ونصف تاليتين، وتوفيت المرأة بعد ذلك بسبب الالتهاب الرئوي.
استُلهم مفهوم استخدام البالون في علاج الآفات الدماغية الوعائية من احتفال يوم مايو لعام 1959 في ساحة ريد في موسكو. أثناء مشاهدة الأطفال وهم يستخدمون حبال الربط ليتحكموا ببالونات الهليوم، بدأ فيدور سربينينكو، جراح أعصاب روسي، في تصور بالونات صغيرة تتحرك خلال شريان متعرج. في سبعينيات القرن العشرين، طوّر فيدور سربينينكو تقنيةً لإغلاق أمهات الدم عن طريق تحرير بالونات في الشريان السباتي الباطني، التي بدورها سدّت اللمعة. وقد أجرى أول علاج في عام 1970 في موسكو، عبر سدّ السباتي الباطن من أجل معالجة الناسور الكهفي السباتي. يُعتبر سربينينكو بالتالي أول أخصائي أشعة عصبية تداخلية. حُدّثت هذه التقنية لاحقًا من قبل أخصائي الأشعة العصبية في كل أنحاء العالم وبشكل رئيسي في فرنسا، حيث تطور علم الأشعة العصبية التداخلية وازدهر.
بشكل موازي لتطور القثطرات، في وحدات علم الأشعة والأشعة العصبية، تحسنت تقنيات التصوير بشكل هائل: اخترع تشارلز ميستريتا في عام 1979 التصوير الوعائي المسقط رقميًا (دي إس إيه)، وماتزال هذه التقنية قيد الاستخدام في وقتنا الحالي. تتألف التقنية «دي إس إيه» من إجراء تصوير شعاعي للجمجمة تحت الحالات الأساسية، التي «تُطرح» بعد ذلك من الصورة بعد حقن وسائط تباين، من أجل تأمين صورة تُعرض فيها أوعية الدماغ فقط، بالإضافة إلى تحسن كبير في الإمكانات التشخيصية.